# Єгоров Володимир Євгенович
Єгоров Володимир Євгенович (19 березня 1878 — 8 жовтня 1960) — радянський російський художник. Народний художник РРФСР (1944).
Закінчив Строганівське художнє училище. Був художником у МХАТі та Оперному театрі Зіміна.

## Фільмографія
Працював у кіно з 1915 р. (в «Російській золотій серії», у стрічках «Ми з Кронштадта», «Загибель сенсації», «Суворов», «Антоша Рибкін» (1942, у співавт. з Г. Гривцовим), «Без вини винні» та ін.).
Оформив українські фільми:
- «Остання ставка містера Єнніока» (1923),
- «Привид блукає Європою» (1923)
- «Слюсар і канцлер» (1923).